# Danais humblotii
Danais humblotii är en måreväxtart som beskrevs av Anne-Marie Homolle. Danais humblotii ingår i släktet Danais och familjen måreväxter. Inga underarter finns listade i Catalogue of Life.